# Rubus laevior
Rubus laevior là loài thực vật có hoa trong họ Hoa hồng. Loài này được (L.H. Bailey) Fernald miêu tả khoa học đầu tiên năm 1940.